# Бога Вас
Бога Вас (словен. Boga vas) — поселення в общині Іванчна Гориця, Осреднєсловенський регіон, Словенія. Висота над рівнем моря: 314,4 м.